# Lepturges epagogus
Lepturges epagogus là một loài bọ cánh cứng trong họ Cerambycidae.